# Бусыгин, Андрей Евгеньевич
Андрей Евгеньевич Бусыгин (р. 12 января 1947, Казань) — заместитель министра культуры Российской Федерации с 6 июня 2008 года по 27 февраля 2013 года. В 2006—2008 гг. — заместитель министра культуры и массовых коммуникаций Российской Федерации. С мая 2009 года по февраль 2012 года член Комиссии по противодействию попыткам фальсификации истории в ущерб интересам России. Действительный государственный советник РФ 1 класса. 

## Биография
Сын этнографа Евгения Прокопьевича Бусыгина (1914—2008). Окончил Казанский государственный университет, аспирантуру кафедры политэкономии университета, Российскую академию государственной службы при Президенте Российской Федерации. По окончании аспирантуры работал на кафедре политэкономии Казанского государственного университета, кафедре экономической теории Московского государственного технического университета им. Н. Э. Баумана, в Российской академии управления. Доктор экономических наук, профессор.
В 1994—1996 гг. — первый заместитель руководителя Аппарата Совета Федерации. С 1996 по 2005 г. работал на в Администрации Президента Российской Федерации: заместителем начальника Управления Президента Российской Федерации по внутренней политике, заместителем председателя Совета по взаимодействию с религиозными объединениями при Президенте Российской Федерации. В 2005—2006 гг. — первый заместитель министра по делам территориальных образований Московской области Правительства Московской области. На посту заместителя министра культуры РФ активно лоббировал интересы РПЦ, инициируя отъем у государственных музеев архитектурных памятников и коллекций. 18 марта 2013 г. назначен директором музея-усадьбы «Архангельское». Освобожден от занимаемой должности с 3 июня 2015 г. по собственному желанию на основании Приказа Министра культуры РФ № 02-КФ-020615.
С октября 2015 года по май 2017 года — ректор Российского университета кооперации.

### Общественная позиция
В марте 2014 года поддержал аннексию Крыма, подписал письмо президенту России Владимиру Путину в поддержку аннексии так как «идёт борьба за законные права граждан Украины пользоваться родным языком и быть приобщенными к российской культуре».

## Собственность и доходы
По информации газеты «Ведомости», Бусыгин владеет недвижимостью во Франции.

## Награды
- Орден Почёта (19 ноября 2009)[8]
- Командор ордена Звезды Италии (2 мая 2012)[9]
- Почётная грамота Президента Российской Федерации (9 января 2012) — за заслуги в развитии отечественной культуры и многолетнюю плодотворную деятельность[10]
- Благодарность Президента Российской Федерации (19 января 2013) — за достигнутые трудовые успехи и многолетнюю добросовестную работу
- Благодарность Президента Российской Федерации (29 декабря 2003) — за активное участие в становлении государственно-правовых институтов в Чеченской Республике

## Труды
- Бусыгин А. Е. Диалектика становления интенсивного типа воспроизводства. — Казань: Изд-во Казанского ун-та, 1985. — 167 с.
- Бусыгин А. Е. Интенсификация и обобществление производства в экономической системе социализма: закономерности развития и диалектика взаимодействия. — Казань: Изд-во Казанского ун-та, 1988. — 187 с. ISBN 5-7464-0015-7
- Бусыгин А. Е. Взаимодействие процессов интенсификации и обобществления производства в экономической системе социализма: Автореф. дис. … д-ра экон. наук: 08.00.01. — М., 1990.
- Диалектика научного познания и общественная практика : Сб. ст. / Под ред. А. Е. Бусыгина. — Казань: Изд-во Казанского ун-та, 1987. — 178 с.
- Бусыгин А. Е. Зрелый социализм: содержание, развитие, проблемы. — Казань: Изд-во Казанского ун-та, 1982.